# Bunker bei der Halde Pfännerhall
Bunker bei der Halde Pfännerhall este o arie protejată (arie specială de conservare — SAC, sit de importanță comunitară — SCI) din Germania întinsă pe o suprafață de 0,02 ha, integral pe uscat.

## Localizare
Centrul sitului Bunker bei der Halde Pfännerhall este situat la coordonatele 51°17′34″N 11°53′55″E / 51.2928°N 11.8986°E.

## Înființare
Situl Bunker bei der Halde Pfännerhall a fost declarat sit de importanță comunitară în martie 2004 pentru a proteja 1 specie de animale. Situl a fost protejat și ca arie specială de conservare în septembrie 2010.

## Biodiversitate
Situată în ecoregiunea continentală, aria protejată nu include niciun habitat protejat.
La baza desemnării sitului se află o specie protejată de  mamifere: liliacul mic cu potcoavă (Rhinolophus hipposideros)